# Guillermo Quiroz
Guillermo Quiroz, (Maracaibo, Zulia, Venezuela, 29 de noviembre de 1981) es un deportista venezolano, receptor y bateador derecho de béisbol que juega en el equipo Azulejos de Toronto. 
Quiroz firmó con los Blue Jays como agente libre en 2004 con un bono de un millón y medio de dólares.
Defensivamente, Quiroz es muy hábil. En 2003 logró evitar 45% de  los robos de base. 
En la ofensiva, sabe negociar los lanzamientos por lo que logra un alto nivel de bases por bolas y batea con bastante fuerza. 
Su primer juego con los Blue Jays lo realizó el 5 de septiembre de 2004.
En Venezuela inició su carrera con las Águilas del Zulia en 1998. En 2006 había sido traspasado a los Cardenales de Lara, mas al año siguiente regresa a los rapaces tras un cambio por el también receptor Guillermo Rodríguez. En 2011 regresa nuevamente a los pájaros rojos hasta el año 2013, cuando es dejado en libertad y firmado por los Tigres de Aragua. 

### Estadísticas de bateo
| Año   | Equipo | Juegos | VB | C | H | HR | CE | P     |
| 2004  | TOR    | 12     | 35 | 1 | 8 | 0  | 3  | 0,229 |
| TOTAL |        | 12     | 35 | 1 | 8 | 0  | 3  | 0,229 |

| VB | Veces al bate      | C  | Carreras          |
| H  | Hits               | HR | Home Runs         |
| CE | Carreras empujadas | P  | Promedio de bateo |